# NGC 6437
NGC 6437 este o galaxie situată în constelația Scorpionul. A fost descoperită în 7 iunie 1837 de către John Herschel.